# Силикат
Силикатите са голяма група минерали, които могат да се разглеждат като соли на силициеви киселини или като съединения на силициевия диоксид с метални окиси.  Основен елемент в кристалната структура на силикатите е силициево-кислородният тетраедър [SiO4]4-, в който силициевият йон е свързан с четири кислородни йона, центровете на които заемат върховете на тетраедъра. Силикатните минерали изграждат над 90 % от състава на литосферата, като някои от тях са ценни полезни изкопаеми. Силикатите се срещат в скалите и почвата.